# Néstor Gonçalves
Néstor Gonçalves (ur. 27 kwietnia 1936, zm. 29 grudnia 2016) – urugwajski piłkarz noszący przydomek Tito. Początkowo pomocnik, potem obrońca, stoper.
Jako piłkarz klubu CA Peñarol wraz z reprezentacją Urugwaju wziął udział w dwóch turniejach Copa América – w 1957 i 1959 roku. W Copa América 1957 Urugwaj zajął 4. miejsce – za Argentyną, Brazylią i Peru. Gonçalves zagrał w trzech ostatnich spośród sześciu meczów Urugwaju – z Peru, Brazylią i Chile. W każdym z tych spotkań był graczem środka pola. Następnie wziął udział w nieudanym turnieju Copa América 1959, gdzie Urugwaj zajął przedostatnie, szóste miejsce. Zagrał w pierwszych czterech meczach – z Boliwią, Peru, Paragwajem i Brazylią. W 32 minucie meczu z Brazylią razem z Davoinem wyrzucony został przez sędziego z boiska. Na ekwadorskim Copa América w 1959 Gonçalves nie znalazł się w kadrze.
Wziął udział w finałach mistrzostw świata w 1962 roku, gdzie Urugwaj odpadł już w fazie grupowej. Gonçalves wystąpił we wszystkich trzech meczach – z Kolumbią, Jugosławią i ZSRR.
Był również w kadrze reprezentacji Urugwaju na finały mistrzostw świata w 1966 roku, podczas których Urugwaj dotarł do ćwierćfinału. Gonçalves zagrał we wszystkich czterech spotkaniach – z Anglią, Francją, Meksykiem i Niemcami.
Był główną postacią obrony reprezentacji Urugwaju w latach 60. Przez cały okres gry w reprezentacji reprezentował barwy Peñarolu, z którym sięgał po liczne sukcesy – zarówno na arenie krajowej, jak i międzynarodowej. Dwukrotnie przyczynił się do zdobycia przez Peñarol klubowego Pucharu Świata – w 1961 po pokonaniu Benfiki LIzbona i w 1966 po zwycięstwie nad madryckim Realem. Trzykrotnie zdobył Copa Libertadores – w 1960, 1961 (nie zagrał w finale) i 1966. Ostatni raz w Pucharze Wyzwolicieli zagrał 27 maja 1970 na Estadio Centenario w drugim meczu finałowym z Estudiantes La Plata.
W reprezentacji Urugwaju od 23 marca 1957 do 8 lutego 1971 rozegrał 50 meczów.
Po zakończeniu kariery piłkarskiej był trenerem – przez pewien okres prowadził również reprezentację narodową.